# Carcasí (kommun)
Carcasí är en kommun i Colombia.   Den ligger i departementet Santander, i den centrala delen av landet, 280 km nordost om huvudstaden Bogotá. Antalet invånare är 5 200.